# Wahlkreis Ancona (Senato della Repubblica)
Der Wahlkreis Ancona war von 1948 bis 2005 und ist seit 2017 wieder ein Wahlkreis (italienisch collegio elettorale) für die Wahl des Senats.

## Von 1948 bis 1993

### Wahlkreisgebiet
Der Wahlkreis umfasste 15 Gemeinden: Agugliano, Ancona, Camerano, Camerata Picena, Castelfidardo, Chiaravalle, Filottrano, Loreto, Montemarciano, Numana, Offagna, Osimo, Polverigi, Santa Maria Nuova und Sirolo.

### Wahlergebnisse

#### Parlamentswahl 1948
| Kandidaten               | Kandidaten               | Parteien                      | Stimmen | %    |
| ------------------------ | ------------------------ | ----------------------------- | ------- | ---- |
|                          | Arnaldo Ranaldi          | Democrazia Cristiana          | 38.861  | 41,5 |
|                          | Gaetano Conigli          | Fronte Democratico Popolare   | 33.030  | 35,3 |
|                          | Enrico Malintoppigewählt | Partito Repubblicano Italiano | 19.237  | 20,5 |
|                          | Silvestro Baglioni       | Blocco Nazionale              | 2.496   | 2,7  |
| Gesamt                   | Gesamt                   | Gesamt                        | 93.624  | 100  |
|                          |                          |                               |         |      |
| Ungültige Stimmen        | Ungültige Stimmen        | Ungültige Stimmen             | 4.789   | 4,9  |
| Wähler                   | Wähler                   | Wähler                        | 98.413  | 94,7 |
| Wahlberechtigte          | Wahlberechtigte          | Wahlberechtigte               | 103.889 |      |
|                          |                          |                               |         |      |
| Quelle: Innenministerium |                          |                               |         |      |

#### Parlamentswahl 1953
| Kandidaten               | Kandidaten         | Parteien                       | Stimmen | %    |
| ------------------------ | ------------------ | ------------------------------ | ------- | ---- |
|                          | Vincenzo Acqua     | Democrazia Cristiana           | 40.131  | 38,5 |
|                          | Guido Molinelli    | Partito Comunista Italiano     | 26.362  | 25,3 |
|                          | Giuseppe Petronio  | Partito Socialista Italiano    | 15.839  | 15,2 |
|                          | Enrico Malintoppi  | Partito Repubblicano Italiano  | 13.795  | 13,2 |
|                          | Fernando Bartolini | Movimento Sociale Italiano     | 4.996   | 4,8  |
|                          | Pietro Pergoli     | Unità Popolare                 | 1.559   | 1,5  |
|                          | Fazio Fazioli      | Partito Nazionale Monarchico   | 1.216   | 1,2  |
|                          | Arturo Blasi       | Alleanza Democratica Nazionale | 415     | 0,4  |
| Gesamt                   | Gesamt             | Gesamt                         | 104.313 | 100  |
|                          |                    |                                |         |      |
| Ungültige Stimmen        | Ungültige Stimmen  | Ungültige Stimmen              | 3.797   | 3,5  |
| Wähler                   | Wähler             | Wähler                         | 108.110 | 97,0 |
| Wahlberechtigte          | Wahlberechtigte    | Wahlberechtigte                | 111.506 |      |
|                          |                    |                                |         |      |
| Quelle: Innenministerium |                    |                                |         |      |

#### Parlamentswahl 1958
| Kandidaten               | Kandidaten                       | Parteien                                | Stimmen | %    |
| ------------------------ | -------------------------------- | --------------------------------------- | ------- | ---- |
|                          | Vincenzo Acqua                   | Democrazia Cristiana                    | 44.162  | 38,3 |
|                          | Luigi Ruggeri                    | Partito Comunista Italiano              | 30.455  | 26,4 |
|                          | Edgardo Casaccia                 | Partito Socialista Italiano             | 18.035  | 15,6 |
|                          | Maria Teresa Macrelli in Bartoli | PRI – PR                                | 8.049   | 7,0  |
|                          | Franco Giardini                  | Partito Socialista Democratico Italiano | 6.057   | 5,2  |
|                          | Ettore Rotatori                  | Movimento Sociale Italiano              | 5.107   | 4,4  |
|                          | Vincenzo Mengoni                 | Partito Liberale Italiano               | 2.075   | 1,8  |
|                          | Giuseppe Prelli                  | Partito Monarchico Popolare             | 1.487   | 1,3  |
| Gesamt                   | Gesamt                           | Gesamt                                  | 115.427 | 100  |
|                          |                                  |                                         |         |      |
| Ungültige Stimmen        | Ungültige Stimmen                | Ungültige Stimmen                       | 3.964   | 3,3  |
| Wähler                   | Wähler                           | Wähler                                  | 119.391 | 96,7 |
| Wahlberechtigte          | Wahlberechtigte                  | Wahlberechtigte                         | 123.485 |      |
|                          |                                  |                                         |         |      |
| Quelle: Innenministerium |                                  |                                         |         |      |

#### Parlamentswahl 1963
| Kandidaten               | Kandidaten        | Parteien                                | Stimmen | %    |
| ------------------------ | ----------------- | --------------------------------------- | ------- | ---- |
|                          | E. Sparapani      | Democrazia Cristiana                    | 42.953  | 34,8 |
|                          | E. Fabretti       | Partito Comunista Italiano              | 36.817  | 29,9 |
|                          | E. Casaccia       | Partito Socialista Italiano             | 18.753  | 15,2 |
|                          | Franco Giardini   | Partito Socialista Democratico Italiano | 6.636   | 5,4  |
|                          | G. Allochis       | Partito Repubblicano Italiano           | 6.460   | 5,2  |
|                          | Ettore Rotatori   | Movimento Sociale Italiano              | 6.186   | 5,0  |
|                          | G. Lo Cascio      | Partito Liberale Italiano               | 5.450   | 4,4  |
| Gesamt                   | Gesamt            | Gesamt                                  | 123.255 | 100  |
|                          |                   |                                         |         |      |
| Ungültige Stimmen        | Ungültige Stimmen | Ungültige Stimmen                       | 4.893   | 3,8  |
| Wähler                   | Wähler            | Wähler                                  | 128.148 | 96,8 |
| Wahlberechtigte          | Wahlberechtigte   | Wahlberechtigte                         | 132.334 |      |
|                          |                   |                                         |         |      |
| Quelle: Innenministerium |                   |                                         |         |      |

#### Parlamentswahl 1968
| Kandidaten               | Kandidaten               | Parteien                                  | Stimmen | %    |
| ------------------------ | ------------------------ | ----------------------------------------- | ------- | ---- |
|                          | A. Niccoli               | Democrazia Cristiana                      | 45.959  | 35,4 |
|                          | F. Cavatassi             | PCI – PSIUP                               | 44.819  | 34,5 |
|                          | Giacomo Brodolinigewählt | Partito Socialista Unificato (PSI – PSDI) | 20.537  | 15,8 |
|                          | Angelo Ravajoli          | Partito Repubblicano Italiano             | 7.497   | 5,8  |
|                          | A. Galeazzi              | Partito Liberale Italiano                 | 6.012   | 4,6  |
|                          | Ettore Rotatori          | Movimento Sociale Italiano                | 5.116   | 3,9  |
| Gesamt                   | Gesamt                   | Gesamt                                    | 129.940 | 100  |
|                          |                          |                                           |         |      |
| Ungültige Stimmen        | Ungültige Stimmen        | Ungültige Stimmen                         | 6.275   | 4,6  |
| Wähler                   | Wähler                   | Wähler                                    | 136.215 | 96,6 |
| Wahlberechtigte          | Wahlberechtigte          | Wahlberechtigte                           | 141.010 |      |
|                          |                          |                                           |         |      |
| Quelle: Innenministerium |                          |                                           |         |      |

#### Parlamentswahl 1972
| Kandidaten               | Kandidaten            | Parteien                                      | Stimmen | %    |
| ------------------------ | --------------------- | --------------------------------------------- | ------- | ---- |
|                          | A. Niccoli            | Democrazia Cristiana                          | 51.607  | 37,2 |
|                          | E. Fabretti           | PCI – PSIUP                                   | 46.643  | 33,6 |
|                          | Achille Coronagewählt | Partito Socialista Italiano                   | 13.988  | 10,1 |
|                          | Angelo Ravajoli       | Partito Repubblicano Italiano                 | 8.890   | 6,4  |
|                          | Ettore Rotatori       | Movimento Sociale Italiano – Destra Nazionale | 7.386   | 5,3  |
|                          | M. Coleffi            | Partito Socialista Democratico Italiano       | 6.296   | 4,5  |
|                          | A. Galeazzi           | Partito Liberale Italiano                     | 3.867   | 2,8  |
| Gesamt                   | Gesamt                | Gesamt                                        | 138.677 | 100  |
|                          |                       |                                               |         |      |
| Ungültige Stimmen        | Ungültige Stimmen     | Ungültige Stimmen                             | 5.313   | 3,7  |
| Wähler                   | Wähler                | Wähler                                        | 143.990 | 96,9 |
| Wahlberechtigte          | Wahlberechtigte       | Wahlberechtigte                               | 148.617 |      |
|                          |                       |                                               |         |      |
| Quelle: Innenministerium |                       |                                               |         |      |

#### Parlamentswahl 1976
| Kandidaten               | Kandidaten                     | Parteien                                      | Stimmen | %    |
| ------------------------ | ------------------------------ | --------------------------------------------- | ------- | ---- |
|                          | Alfredo Trifogligewählt        | Democrazia Cristiana                          | 56.302  | 39,3 |
|                          | Luciano Barca                  | Partito Comunista Italiano                    | 55.394  | 38,6 |
|                          | Artemio Strazzi                | Partito Socialista Italiano                   | 13.854  | 9,7  |
|                          | Angelo Ravaioli                | Partito Repubblicano Italiano                 | 7.591   | 5,3  |
|                          | Ettore Rotatori                | Movimento Sociale Italiano – Destra Nazionale | 5.085   | 3,5  |
|                          | Marcello Ionna                 | Partito Socialista Democratico Italiano       | 3.349   | 2,3  |
|                          | Giuseppina Teodori in Saladini | Partito Radicale                              | 924     | 0,6  |
|                          | Salvatore Scavo                | Partito Liberale Italiano                     | 832     | 0,6  |
| Gesamt                   | Gesamt                         | Gesamt                                        | 143.331 | 100  |
|                          |                                |                                               |         |      |
| Ungültige Stimmen        | Ungültige Stimmen              | Ungültige Stimmen                             | 3.916   | 2,7  |
| Wähler                   | Wähler                         | Wähler                                        | 147.247 | 96,9 |
| Wahlberechtigte          | Wahlberechtigte                | Wahlberechtigte                               | 151.996 |      |
|                          |                                |                                               |         |      |
| Quelle: Innenministerium |                                |                                               |         |      |

#### Parlamentswahl 1979
| Kandidaten               | Kandidaten        | Parteien                                      | Stimmen | %    |
| ------------------------ | ----------------- | --------------------------------------------- | ------- | ---- |
|                          | Alfredo Trifogli  | Democrazia Cristiana                          | 55.087  | 38,1 |
|                          | A. Caprari        | Partito Comunista Italiano                    | 54.513  | 37,7 |
|                          | Artemio Strazzi   | Partito Socialista Italiano                   | 13.717  | 9,5  |
|                          | A. Ciani          | Partito Repubblicano Italiano                 | 7.769   | 5,4  |
|                          | Ettore Rotatori   | Movimento Sociale Italiano – Destra Nazionale | 4.936   | 3,4  |
|                          | G. Brisighelli    | Partito Socialista Democratico Italiano       | 3.884   | 2,7  |
|                          | A. Olivari        | Partito Radicale                              | 3.072   | 2,1  |
|                          | A. Nocchi         | Partito Liberale Italiano                     | 1.395   | 1,0  |
|                          | P. Cividini       | Costituente di Destra – Democrazia Nazionale  | 361     | 0,2  |
| Gesamt                   | Gesamt            | Gesamt                                        | 144.734 | 100  |
|                          |                   |                                               |         |      |
| Ungültige Stimmen        | Ungültige Stimmen | Ungültige Stimmen                             | 6.307   | 4,2  |
| Wähler                   | Wähler            | Wähler                                        | 151.041 | 94,9 |
| Wahlberechtigte          | Wahlberechtigte   | Wahlberechtigte                               | 159.114 |      |
|                          |                   |                                               |         |      |
| Quelle: Innenministerium |                   |                                               |         |      |

#### Parlamentswahl 1983
| Kandidaten               | Kandidaten               | Parteien                                      | Stimmen | %    |
| ------------------------ | ------------------------ | --------------------------------------------- | ------- | ---- |
|                          | Alfredo Caprari          | Partito Comunista Italiano                    | 53.355  | 36,8 |
|                          | Alfredo Trifogli         | Democrazia Cristiana                          | 47.834  | 33,0 |
|                          | Novarro Simonazzi        | Partito Socialista Italiano                   | 15.297  | 10,5 |
|                          | Paola Salmoni            | Partito Repubblicano Italiano                 | 9.334   | 6,4  |
|                          | Gaddo Piccioni           | Movimento Sociale Italiano – Destra Nazionale | 6.624   | 4,6  |
|                          | Carlo Alberto Del Mastro | Partito Socialista Democratico Italiano       | 3.890   | 2,7  |
|                          | Vittorio Oliva           | Partito Nazionale Pensionati                  | 3.050   | 2,1  |
|                          | Umberto Trevi            | Partito Liberale Italiano                     | 2.418   | 1,7  |
|                          | Renzo Pacini             | Partito Radicale                              | 1.985   | 1,4  |
|                          | Bruna Betti              | Democrazia Proletaria                         | 1.180   | 0,8  |
|                          | Fernando Giuntini        | Lista per Trieste                             | 122     | 0,1  |
| Gesamt                   | Gesamt                   | Gesamt                                        | 145.089 | 100  |
|                          |                          |                                               |         |      |
| Ungültige Stimmen        | Ungültige Stimmen        | Ungültige Stimmen                             | 9.093   | 5,9  |
| Wähler                   | Wähler                   | Wähler                                        | 154.182 | 93,8 |
| Wahlberechtigte          | Wahlberechtigte          | Wahlberechtigte                               | 164.323 |      |
|                          |                          |                                               |         |      |
| Quelle: Innenministerium |                          |                                               |         |      |

#### Parlamentswahl 1987
| Kandidaten               | Kandidaten            | Parteien                                      | Stimmen | %    |
| ------------------------ | --------------------- | --------------------------------------------- | ------- | ---- |
|                          | M. Pacetti            | Partito Comunista Italiano                    | 50.983  | 33,9 |
|                          | Alfredo Trifogli      | Democrazia Cristiana                          | 50.120  | 33,4 |
|                          | Tommaso Manciagewählt | Partito Socialista Italiano                   | 21.926  | 14,6 |
|                          | N. Cagli              | Partito Repubblicano Italiano                 | 7.205   | 4,8  |
|                          | R. Cognini            | Movimento Sociale Italiano – Destra Nazionale | 6.902   | 4,6  |
|                          | M. Giannazzi          | Lista Verde                                   | 3.572   | 2,4  |
|                          | F. Rustichelli        | Partito Radicale                              | 2.905   | 1,9  |
|                          | G. Terenzi            | Partito Socialista Democratico Italiano       | 2.333   | 1,6  |
|                          | O. Fiorani            | Democrazia Proletaria                         | 1.735   | 1,2  |
|                          | B. M. Calabrese       | Partito Liberale Italiano                     | 1.492   | 1,0  |
|                          | U. Pompili            | Liga Veneta – Pensionati Uniti                | 850     | 0,6  |
|                          | A. Zampol             | Alleanza Popolare Pensionati                  | 165     | 0,1  |
| Gesamt                   | Gesamt                | Gesamt                                        | 150.188 | 100  |
|                          |                       |                                               |         |      |
| Ungültige Stimmen        | Ungültige Stimmen     | Ungültige Stimmen                             | 7.467   | 4,7  |
| Wähler                   | Wähler                | Wähler                                        | 157.655 | 93,1 |
| Wahlberechtigte          | Wahlberechtigte       | Wahlberechtigte                               | 169.285 |      |
|                          |                       |                                               |         |      |
| Quelle: Innenministerium |                       |                                               |         |      |

#### Parlamentswahl 1992
| Kandidaten               | Kandidaten             | Parteien                                      | Stimmen | %    |
| ------------------------ | ---------------------- | --------------------------------------------- | ------- | ---- |
|                          | Paolo Polenta          | Democrazia Cristiana                          | 44.800  | 29,4 |
|                          | Eugenio Duca           | Partito Democratico della Sinistra            | 35.254  | 23,2 |
|                          | Tommaso Mancia         | Partito Socialista Italiano                   | 25.899  | 17,0 |
|                          | Saverio Pesce          | Partito della Rifondazione Comunista          | 11.133  | 7,3  |
|                          | Mario Pietro Veltri    | Partito Repubblicano Italiano                 | 9.943   | 6,5  |
|                          | Francesco Terranova    | Movimento Sociale Italiano – Destra Nazionale | 8.006   | 5,3  |
|                          | Maria Giannazzi Azzini | Federazione dei Verdi                         | 5.913   | 3,9  |
|                          | Maurizio Fabiani       | Sì Referendum                                 | 2.406   | 1,6  |
|                          | Bruno Babbini          | Caccia Pesca Ambiente                         | 2.039   | 1,3  |
|                          | Vincenzo Marino        | Partito Liberale Italiano                     | 1.892   | 1,2  |
|                          | Germano Terenzi        | Partito Socialista Democratico Italiano       | 1.828   | 1,2  |
|                          | Amedeo Palmonella      | Lega Lombarda                                 | 1.636   | 1,1  |
|                          | Aldo Giuliani          | Lega Marche                                   | 1.137   | 0,7  |
|                          | Alfio Balestra         | Federalismo – Pensionati Uomini Vivi          | 326     | 0,2  |
| Gesamt                   | Gesamt                 | Gesamt                                        | 152.212 | 100  |
|                          |                        |                                               |         |      |
| Ungültige Stimmen        | Ungültige Stimmen      | Ungültige Stimmen                             | 9.364   | 5,8  |
| Wähler                   | Wähler                 | Wähler                                        | 161.576 | 91,1 |
| Wahlberechtigte          | Wahlberechtigte        | Wahlberechtigte                               | 177.320 |      |
|                          |                        |                                               |         |      |
| Quelle: Innenministerium |                        |                                               |         |      |

## Von 1993 bis 2005

### Wahlkreisgebiet
Der Wahlkreis umfasste 29 Gemeinden: Agugliano, Ancona, Arcevia, Belvedere Ostrense, Camerano, Camerata Picena, Castelbellino, Castelplanio, Cerreto d’Esi, Cupramontana, Fabriano, Genga, Jesi, Maiolati Spontini, Mergo, Monsano, Monte Roberto, Morro d’Alba, Numana, Offagna, Polverigi, Rosora, San Marcello, San Paolo di Jesi, Santa Maria Nuova, Sassoferrato, Serra San Quirico, Sirolo und Staffolo.

### Wahlergebnisse

#### Parlamentswahl 1994
| Kandidaten               | Kandidaten              | Parteien           | Stimmen | %    |
| ------------------------ | ----------------------- | ------------------ | ------- | ---- |
|                          | Silvio Mantovanigewählt | Progressisti       | 73.642  | 47,3 |
|                          | Alberto Niccoli         | Patto per l’Italia | 34.215  | 22,0 |
|                          | Carlo Ciccioli          | Alleanza Nazionale | 24.417  | 15,7 |
|                          | Angelo Turi             | Polo delle Libertà | 23.420  | 15,0 |
| Gesamt                   | Gesamt                  | Gesamt             | 155.694 | 100  |
|                          |                         |                    |         |      |
| Ungültige Stimmen        | Ungültige Stimmen       | Ungültige Stimmen  | 12.792  | 7,6  |
| Wähler                   | Wähler                  | Wähler             | 168.486 | 87,9 |
| Wahlberechtigte          | Wahlberechtigte         | Wahlberechtigte    | 191.653 |      |
|                          |                         |                    |         |      |
| Quelle: Innenministerium |                         |                    |         |      |

#### Parlamentswahl 1996
| Kandidaten               | Kandidaten              | Parteien            | Stimmen | %    |
| ------------------------ | ----------------------- | ------------------- | ------- | ---- |
|                          | Guido Calvigewählt      | L’Ulivo             | 93.019  | 60,5 |
|                          | Giorgio Grati           | Polo per le Libertà | 56.837  | 37,0 |
|                          | Maria Rosaria Berzolari | Lega Nord           | 3.954   | 2,6  |
| Gesamt                   | Gesamt                  | Gesamt              | 153.810 | 100  |
|                          |                         |                     |         |      |
| Ungültige Stimmen        | Ungültige Stimmen       | Ungültige Stimmen   | 12.445  | 7,5  |
| Wähler                   | Wähler                  | Wähler              | 166.255 | 85,6 |
| Wahlberechtigte          | Wahlberechtigte         | Wahlberechtigte     | 194.197 |      |
|                          |                         |                     |         |      |
| Quelle: Innenministerium |                         |                     |         |      |

#### Parlamentswahl 2001
| Kandidaten               | Kandidaten                | Parteien                             | Stimmen | %    |
| ------------------------ | ------------------------- | ------------------------------------ | ------- | ---- |
|                          | Marina Magistrelligewählt | L’Ulivo                              | 81.499  | 51,9 |
|                          | Franco De Felice          | Casa delle Libertà                   | 50.349  | 32,1 |
|                          | Ivan Silvestrini          | Partito della Rifondazione Comunista | 9.986   | 6,4  |
|                          | Ennio Montesi             | Lista Di Pietro                      | 5.023   | 3,2  |
|                          | Sergio Capitoli           | Democrazia Europea                   | 3.915   | 2,5  |
|                          | Benito Pasquarella        | Fiamma Tricolore                     | 3.524   | 2,2  |
|                          | Massimiliano Ottaviani    | Lista Pannella–Bonino                | 2.712   | 1,7  |
| Gesamt                   | Gesamt                    | Gesamt                               | 157.008 | 100  |
|                          |                           |                                      |         |      |
| Ungültige Stimmen        | Ungültige Stimmen         | Ungültige Stimmen                    | 9.186   | 5,5  |
| Wähler                   | Wähler                    | Wähler                               | 166.194 | 84,2 |
| Wahlberechtigte          | Wahlberechtigte           | Wahlberechtigte                      | 197.354 |      |
|                          |                           |                                      |         |      |
| Quelle: Innenministerium |                           |                                      |         |      |

## Von 2017 bis 2020

### Wahlkreisgebiet
Der Wahlkreis umfasste 78 Gemeinden:
- 31 Gemeinden der Provinz Ancona (Agugliano, Ancona, Belvedere Ostrense, Camerano, Camerata Picena, Castelbellino, Castelfidardo, Castelplanio, Chiaravalle, Cupramontana, Falconara Marittima, Filottrano, Jesi, Maiolati Spontini, Mergo, Monsano, Monte Roberto, Monte San Vito, Montemarciano, Morro d'Alba, Numana, Offagna, Osimo, Polverigi, Rosora, San Marcello, San Paolo di Jesi, Santa Maria Nuova, Serra San Quirico, Sirolo und Staffolo);
- 47 Gemeinden der Provinz Macerata (Apiro, Appignano, Belforte del Chienti, Bolognola, Caldarola, Camerino, Camporotondo di Fiastrone, Castelraimondo, Castelsantangelo sul Nera, Cessapalombo, Cingoli, Colmurano, Corridonia, Esanatoglia, Fiastra, Fiuminata, Gagliole, Gualdo, Loro Piceno, Macerata, Matelica, Mogliano, Monte Cavallo, Monte San Martino, Montecassiano, Montefano, Muccia, Penna San Giovanni, Petriolo, Pieve Torina, Pioraco, Poggio San Vicino, Pollenza, Ripe San Ginesio, San Ginesio, San Severino Marche, Sant'Angelo in Pontano, Sarnano, Sefro, Serrapetrona, Serravalle di Chienti, Tolentino, Treia, Urbisaglia, Ussita, Valfornace und Visso).

### Wahlergebnisse

#### Parlamentswahl 2018
| Kandidaten               | Kandidaten            | Stimmen | %    | Listen                                      | Stimmen | %    |
| ------------------------ | --------------------- | ------- | ---- | ------------------------------------------- | ------- | ---- |
|                          | Mauro Coltortigewählt | 93.601  | 33,1 | Movimento 5 Stelle                          | 93.601  | 33,1 |
|                          | Giuliano Pazzaglini   | 93.337  | 33,0 | Lega per Salvini Premier                    | 51.652  | 18,2 |
| Forza Italia             | Giuliano Pazzaglini   | 93.337  | 33,0 | 25.544                                      | 9,0     |      |
| Fratelli d’Italia        | Giuliano Pazzaglini   | 93.337  | 33,0 | 13.737                                      | 4,9     |      |
| Noi con l’Italia – UDC   | Giuliano Pazzaglini   | 93.337  | 33,0 | 2.404                                       | 0,8     |      |
|                          | Piergiorgio Carrescia | 73.932  | 26,1 | Partito Democratico                         | 65.461  | 23,1 |
| +Europa                  | Piergiorgio Carrescia | 73.932  | 26,1 | 5.467                                       | 1,9     |      |
| Italia Europa Insieme    | Piergiorgio Carrescia | 73.932  | 26,1 | 1.831                                       | 0,6     |      |
| Civica Popolare          | Piergiorgio Carrescia | 73.932  | 26,1 | 1.173                                       | 0,4     |      |
|                          | Bruno Pettinari       | 9.034   | 3,2  | Liberi e Uguali                             | 9.034   | 3,2  |
|                          | Stefano Tenenti       | 2.980   | 1,1  | Potere al Popolo!                           | 2.980   | 1,1  |
|                          | Andrea Soverchia      | 2.709   | 1,0  | Il Popolo della Famiglia                    | 2.709   | 1,0  |
|                          | Luca Canalini         | 2.367   | 0,8  | CasaPound Italia                            | 2.367   | 0,8  |
|                          | Paolo Crognaletti     | 2.157   | 0,8  | Partito Comunista                           | 2.157   | 0,8  |
|                          | Michela Del Moro      | 1.717   | 0,6  | Italia agli Italiani (FT – FN)              | 1.717   | 0,6  |
|                          | Loretta Dichiara      | 629     | 0,2  | Partito Valore Umano                        | 629     | 0,2  |
|                          | Giancarlo Cingolani   | 296     | 0,1  | Lista del Popolo per la Costituzione        | 296     | 0,1  |
|                          | Crescenzo Papale      | 273     | 0,1  | Per una Sinistra Rivoluzionaria (SCR – PCL) | 273     | 0,1  |
| Gesamt                   | Gesamt                | 283.032 | 100  |                                             | 283.032 | 100  |
|                          |                       |         |      |                                             |         |      |
| Ungültige Stimmen        | Ungültige Stimmen     | 7.887   | 2,7  |                                             |         |      |
| Wähler                   | Wähler                | 290.919 | 76,9 |                                             |         |      |
| Wahlberechtigte          | Wahlberechtigte       | 378.552 |      |                                             |         |      |
|                          |                       |         |      |                                             |         |      |
| Quelle: Innenministerium |                       |         |      |                                             |         |      |

## Seit 2020

### Wahlkreisgebiet
| Wahlkreise – Senato della Repubblica – Marken | Wahlkreise – Senato della Repubblica – Marken | Wahlkreise – Senato della Repubblica – Marken |
| Provinz                                       | Provinz                                       | Gemeinden nach Provinzen ⮞ Wahlkreis          |
| --------------------------------------------- | --------------------------------------------- | --------------------------------------------- |
|                                               | Provinz Ancona (47 Gemeinden)                 | alle ⮞ Wahlkreis Ancona                       |
|                                               | Provinz Ascoli Piceno (33 Gemeinden)          | alle ⮞ Wahlkreis Ascoli Piceno                |
|                                               | Provinz Fermo (40 Gemeinden)                  | alle ⮞ Wahlkreis Ascoli Piceno                |
|                                               | Provinz Macerata (55 Gemeinden)               | alle ⮞ Wahlkreis Ascoli Piceno                |
|                                               | Provinz Pesaro und Urbino (50 Gemeinden)      | alle ⮞ Wahlkreis Ancona                       |

Der Wahlkreis umfasst 97 Gemeinden, d. h. alle 47 Gemeinden der Provinz Ancona und alle 50 Gemeinden der Provinz Pesaro-Urbino.

### Wahlergebnisse

#### Parlamentswahl 2022
| Kandidaten                          | Kandidaten             | Stimmen | %    | Listen                                                  | Stimmen | %    |
| ----------------------------------- | ---------------------- | ------- | ---- | ------------------------------------------------------- | ------- | ---- |
|                                     | Antonio De Poligewählt | 171.609 | 41,3 | Fratelli d’Italia                                       | 112.069 | 27,0 |
| Lega per Salvini Premier            | Antonio De Poligewählt | 171.609 | 41,3 | 31.532                                                  | 7,6     |      |
| Forza Italia                        | Antonio De Poligewählt | 171.609 | 41,3 | 24.756                                                  | 6,0     |      |
| Noi Moderati                        | Antonio De Poligewählt | 171.609 | 41,3 | 3.252                                                   | 0,8     |      |
|                                     | Marco Bentivogli       | 122.489 | 29,5 | Partito Democratico – Italia Democratica e Progressista | 92.830  | 22,3 |
| Alleanza Verdi e Sinistra           | Marco Bentivogli       | 122.489 | 29,5 | 14.844                                                  | 3,6     |      |
| +Europa                             | Marco Bentivogli       | 122.489 | 29,5 | 12.762                                                  | 3,1     |      |
| Impegno Civico – Centro Democratico | Marco Bentivogli       | 122.489 | 29,5 | 2.053                                                   | 0,5     |      |
|                                     | Samuela Melini         | 56.776  | 13,7 | Movimento 5 Stelle                                      | 56.776  | 13,7 |
|                                     | Elena Fabbri           | 32.185  | 7,7  | Azione – Italia Viva                                    | 32.185  | 7,7  |
|                                     | Emanuela Merli         | 11.035  | 2,7  | Italexit per l’Italia                                   | 11.035  | 2,7  |
|                                     | Marco Bini             | 5.603   | 1,3  | Unione Popolare                                         | 5.603   | 1,3  |
|                                     | Paola Raponi           | 5.599   | 1,3  | Italia Sovrana e Popolare                               | 5.599   | 1,3  |
|                                     | Stefania Settimi       | 4.949   | 1,2  | Partito Comunista Italiano                              | 4.949   | 1,2  |
|                                     | Marco Palanghi         | 3.949   | 1,0  | Vita                                                    | 3.949   | 1,0  |
|                                     | Gabriele Cinti         | 1.440   | 0,3  | Alternativa per l’Italia (PdF – Exit)                   | 1.440   | 0,3  |
| Gesamt                              | Gesamt                 | 415.634 | 100  |                                                         | 415.634 | 100  |
|                                     |                        |         |      |                                                         |         |      |
| Ungültige Stimmen                   | Ungültige Stimmen      | 19.047  | 4,4  |                                                         |         |      |
| Wähler                              | Wähler                 | 434.681 | 68,5 |                                                         |         |      |
| Wahlberechtigte                     | Wahlberechtigte        | 634.275 |      |                                                         |         |      |
|                                     |                        |         |      |                                                         |         |      |
| Quelle: Innenministerium            |                        |         |      |                                                         |         |      |